# Fossambault-sur-le-Lac
Fossambault-sur-le-Lac es una localidad con el estatus de ciudad en la provincia de Quebec, Canadá. Es una de las ciudades que conforman la Comunidad Metropolitana de Quebec y se encuentra en el condado regional de 	La Jacques-Cartier	 y a su vez, en la región administrativa de la Capitale-Nationale. Hace parte de las circunscripciones electorales de Portneuf a nivel provincial y de Portneuf a nivel federal.

## Geografía
Fossambault-sur-le-Lac se encuentra ubicada en las coordenadas 46°52′00″N 71°37′00″O / 46.86667, -71.61667. Según Statistics Canada, tiene una superficie total de 11,38 km² y es una de las 1135 municipalidades en las que está dividido administrativamente el territorio de la provincia de Quebec.

## Demografía
Según el censo de 2011, había 1613 personas residiendo en esta localidad con una densidad poblacional de 141,7 hab./km². Los datos del censo mostraron que de las 1532 personas censadas en 2006, en 2011 hubo un aumento poblacional de 81 habitantes (5,3%). El número total de inmuebles particulares resultó de 1257 con una densidad de 110,46 inmuebles por km². El número total de viviendas particulares que se encontraban ocupadas por residentes habituales fue de 728.